# Internazionali di Tennis di Baviera 1985
Gli Internazionali di Tennis di Baviera 1985 sono stati un torneo di tennis giocato sulla terra rossa. È stata la 70ª edizione del torneo, facente parte del Nabisco Grand Prix 1985. Si è giocato a Monaco di Baviera in Germania, dal 6 al 12 maggio 1985.

## Campioni

### Singolare
Joakim Nyström ha battuto in finale  Hans Schwaier con il punteggio di 6–1, 6–0

### Doppio
Mark Edmondson /  Kim Warwick hanno battuto in finale  Sergio Casal /  Emilio Sánchez con il punteggio di 4–6, 7–5, 7–5